# Core Design
Core Design er en computerspilsudvikler, mest kendt for Tomb Raider-serien og spillets hovedperson, Lara Croft. Siden udgivelsen af Lara Croft Tomb Raider: The Angel of Darkness har Crystal Dynamics overtaget serien, og blandt andet revideret Crofts fremtræden.